# Сукуб

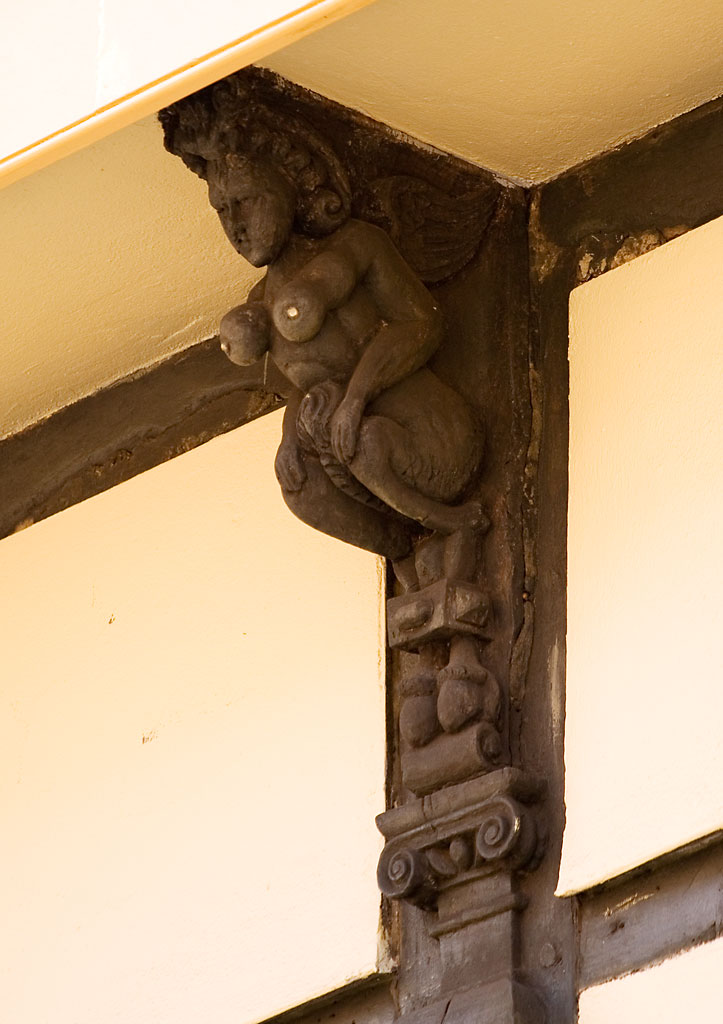

Сукуб (грец. Σούκουμπους), літавиця — в середньовічних легендах демон, що навідувалась вночі до людей та викликала в них хтиві сни. Як не дивно, але описуючи сукубів середньовічні демонологи слово Svccvba використовували вкрай рідко. Створінь цього класу називали іншим латинським словом — Svccvbvs, яке є чоловічого роду. Цілком імовірно, це пов'язане з тим, що згідно із переконаннями демонологів, сукуб — це Диявол під личиною жінки. Часто описується як молода приваблива жінка, одначе, з кігтистими стопами ніг, і, деколи, з перетинчастими крилами.

## Зло чи добро?
Неможливо однозначно зарахувати сукубів до злих чи добрих демонів, оскільки оповідки про них є різні. Зрозуміло, що церква бачила в сукубах самого Сатану, в іпостасі андрогінна. Тому відомо безліч історій, в яких сукуб змальовується як потворна відьма чи демониця, що повільно випиває життєву силу своїх коханців-жертв, від чого перших навіть ототожнюють з вурдалаками.
Втім, в ранніх історіях сукуб постає бажаним створінням, а не жахливим. Найцікавішою з таких історій є легенда, розказана Волтером Мапесом в «De Nugis Curialium» (біля 1185) про папу Сильвестра II (прибл. 950 — 12 травня 1003). За цією легендою ще юний, майбутній папа зустрів дівчину дивовижної вроди на ім'я Меридіана, яка пообіцяла юнаку багатство та свої магічні послуги, якщо той згодиться бути з нею. Парубок погодився; щоночі він насолоджувався разом зі своєю таємною коханкою, а тим часом його соціальне становище стрімко мінялося: він став архієпископом Реймса, кардиналом, архієпископом Равенни, і, зрештою, папою.

## Паралелі

### Духи природи
Деякі демонологи бачили у сукубах духів природи. Так, в 1801 році, в «The Magus» Френсіса Барретта сказали «Коли лісові німфи і фавни узріли, що красою вони перевершують інших духів, вони взялись за продовження роду, і, врешті-решт, стали одружуватись з чоловіками, думаючи, що за допомогою таких зносин вони набудуть невмирущу душу для себе та нащадків».
А насправді, вивчаючи різні міфи і фольклор, виявляється, що історій про зносини людини з духами природи, на кшталт ельфів, німф, сідів і фей були досить-таки розповсюдженими, і що в дохристиянську епоху рід міг пишатися, якщо в його ґенезі був хоч якийсь дух (зазвичай жінка) предок.

### Лисиці-прислужниці
Про демонів-коханців відомо не лише Європі, легко розпізнати сукубів, приміром, в японських привидах лисиць-прислужниць, володіння якими неминуче обіцяло неймовірне щастя людині.

### Кошмар (Мара)
Але в той-таки час не варто думати, що до християнства сукуб розглядався винятково як щось бажане. Із часів греків відомі, наприклад, ефіальти, демони-душителі. Їхнім західним еквівалентом є Мара, від імені якої можливо і пішло слово «кошмар». Хоча не всі дослідники ладні зараховувати цей вид демонів до сукубів, проте й тих, й інших, очевидно, варто зараховувати до демонів сну.

## Про природу сукубів
Стільки, скільки існує сама віра в сукубів, стільки ж багато є й пояснень їхньої природи. І дослідники різних епох бачили в сукубах найрізноманітніші явища.
Для ранніх демонологів, очевидно, сукуби були такими собі демонами сну, реальними істотами нелюдського світу. В середньовіччі їхнє існування було поза сумнівом, змінилась тільки інтерпретація. Тепер це були або посланці Диявола, або він сам під жіночою подобою. Пізніше буде підмічено, що явище таких таємничих коханців часто виникає в особливому «граничному» стані свідомості: між сном і невсипанням, наприклад, скептики залічать сукубів до різних галюцинацій та фантазій сексуального підґрунтя, а окультисти до проявлення впливу астрального світу на людину.
В книзі Карла Ґустава Юнґа «Психологічні типи» в розділі «Номіналізм і реалізм» ми можемо знайти описи випадків появи Диявола духівникам. Ці видіння були протлумачені, як спроба підсвідомості монахів компенсувати одностронність їхньої свідомої установки. Оскільки у відомих нам історіях про сукубів монахи фігурують дуже часто, ми можемо побачити в цьому ті ж самі спроби компенсації аскетичного способу життя з боку психіки.

## Сукуби в літературі
«Століття святого Скімінока» — третя книжка в трилогії Андрія Бєлянина «Меч Без Імені». Там сукуби змальовуються як красиві, але підступні тварюки, що спокушають як чоловіків, так і жінок, а потім висмоктують з них всі соки.
«Мефодій Буслаєв» — книга в фентезійній багатосерійнології Дмитра Ємца. Сукуби в ній це людці, зшиті з двох половин, чоловічої й жіночої. Вони можуть показатися людині в будь-якій личині і змусити віддати свій ейдос (щось на кшталт душі).